# Bullet Train Down
Bullet Train Down ist ein US-amerikanischer Actionfilm aus dem Jahr 2022 von Brian Nowak.

## Handlung
Der weltschnellste Hochgeschwindigkeitszug der Menschheitsgeschichte, der Bullet Train, startet seine Jungfernfahrt von Los Angeles nach San Francisco. Neben bekannten Politikern und Personen aus dem Showbiz befindet sich auch der Ingenieur des Zuges, Jack Banta, mit an Bord. Dieser zeigt sich bei jeder Gelegenheit stolz auf sein Werk. Kurz nach dem Start erhält er über die Sicherheitszentrale einen Erpresseranruf, der darüber informiert, dass an Bord eine Bombe installiert wurde. Diese wurde so programmiert, dass sie explodiert, falls der Zug die Geschwindigkeit von 320 km/h unterschreiten sollte. Außerdem fordert der Erpresser sofort 100 Millionen Dollar in Krypto-Währung, ansonsten könnte er die 18 Megatonnen TNT starke Bombe auch manuell auslösen.
Seine Assistentin Lou ist gewillt, den Passagieren die heikle Situation zu erklären. Mit an Bord sind die bekannten Vlogger Claire und Davey, die exklusiv über die Situation im Zug berichten. Die Passagiere und das Zugpersonal versuchen die Bombe schnellstmöglich ausfindig zu machen, bevor der Zug in die Metropole San Franciscos einfährt, da es dort unmöglich ist, die Geschwindigkeit zu halten. Zum Glück aller befindet sich an Bord Kessler Briggs, der beim Militär bei einem Bombenentschärfungskommando diente. Vorne im Zug befinden sich nun Jack, Lou und die Lokführerin Holly. Jack hält derweil Kontakt mit seinem Freund Scott Madison, einem hohen Beamten des FBI. Dieser bewertet die Situation im Zug als hoffnungslos und ist gewillt, den Zug mit Hilfe von Kampfjets der United States Air Force auf offener Strecke abzuschießen und zum Entgleisen zu bringen, bevor Tausende Menschen zu Schaden kommen.
Der Rest der Besetzung befindet sich im Beifahrerbereich, der von der Kommunikation mit der Front abgeschnitten ist. Daher übernimmt Briggs die Verantwortung. Mit bloßen Händen reißt er im Zugabteil, in dem Autos transportiert werden, eine Stahltür auseinander, um eingesperrte Passagiere zu befreien, die in einem verrauchten Auto eingeschlossen sind. Von dort durchsucht er den Zug sowohl von unten als auch von oben auf der Suche nach der Bombe. Scott Madison arbeitet parallel daran, eine Möglichkeit zu schaffen, die Passagiere aus dem fahrenden Zug zu retten, bevor er ihn abschießen lässt. Außerdem versucht er, die Identität des Attentäters herauszufinden.

## Hintergrund

### Produktion
Als namhaften Hauptdarsteller konnte Produktionsstudio The Asylum erneut Tom Sizemore verpflichten. Die Dreharbeiten fanden in Los Angeles, Kalifornien statt. Es handelt sich um einen Mockbuster zu Bullet Train mit Brad Pitt in der Hauptrolle. Die Story orientiert sich an Panik im Tokio-Express und Speed. Der Titel spielt außerdem auf den Film White House Down von Roland Emmerich an.

### Veröffentlichung
Der Film erschien am 29. Juli 2022 in fünf ausgewählten Kinos in den USA und als Video-on-Demand. In den Deutschland startete der Film am 27. Januar 2023 in den Videoverleih.

## Rezeption
„Bullet Train Down ist ein typischer Film von The Asylum, der so tut, als wäre er ein Blockbuster, mit diesem aber gar nichts zu tun hat. Stattdessen gibt es bei dem Actionthriller um eine Bombendrohung in einem Hochgeschwindigkeitszug eine Mischung aus Langeweile, Ärger und grauenvollen CGI-Bildern.“

Oliver Armknecht von Film-Rezensionen lobt das Setting, das es zumindest versteht, das aus Speed bekannte Bus-Szenario auf die Schienen zu verlegen. Kritisiert werden die wenigen Spielorte und das nicht zeitgemäße CGI. Negativ stoßen die Figuren auf, die laut dem Blatt „keine wirkliche Funktion“ hätten. Der Gegenspieler wird außerdem als unglaubwürdig eingeschätzt. Final vergibt er zwei von zehn möglichen Punkten.
Voices from the Balcony bemängelt ebenfalls die CGI- und Greenscreen-Arbeiten und das Drehbuch, das mehrere Logiklöcher aufweise. Final erhielt der Film 1,5 von möglichen fünf Sternen. Darren Lucas von Movie Reviews 101 findet, dass der Film ein „einfaches Konzept, das dabei hilft, das geringe Budget zu überdecken“, hätte.
Im Audience Score, der Zuschauerwertung auf Rotten Tomatoes, erhielt der Film bei weniger als 50 Stimmenabgaben eine Bewertung von 30 %. In der Internet Movie Database hat der Film bei 264 Stimmenabgaben eine Wertung von 3,3 von 10,0 möglichen Sternen (Stand: September 2023).